# Círdan
Círdan (IPA: [ˈkiːrdan]) (sindarin nyelven „hajóács”) egy J. R. R. Tolkien által teremtett kitalált személy, A Gyűrűk Ura című könyvből. Tünde hajóács, tengerész, Falas ura.
Ő volt a három tünde gyűrű egyikének, a Narya-nak a hordozója, amit később Gandalfnak adott.
A leírások szerint hosszú szürke szakálla volt, pedig ez ritka a tündék között. Magas, erős, „szeme szúr, mint a csillagok”. Ő az egyik legöregebb tünde a Harmadkor végén, akit Tolkien említ, valószínűleg a Cuiviénen partjainál fölébredt első tündegeneráció tagja.
Bár „igazi” neve sindarin nyelven, Doriathban Nowe volt, de ezt nem használta már, miután Beleriandba ment.
A történetek az Első Kortól egészen a Negyedkorig követik (bár itt már kissé homályosan).

## Első Kor
Círdan tünde hajóács és tengerész volt, azoknak a telereknek az ura, akik Falas-tündéknek hívták magukat. Ők alapították meg Eglarest és Brithombart. Círdan ebben az időben vette fel a nevét, aminek jelentése „hajóács”. Falas az egyetlen békés hely volt az Első korban Doriathon kívül. Falast Findrod népe, a noldák és a telerek közösen építették pompázatos kikötővárossá. Círdan Falast nem is nagyon hagyta el népével, csak amikor az Mereth Aderthad, az Újraegyesülés Ünnepe volt. Círdant Tolkien keveset említi az Első korral kapcsolatban, annyit tudni róla, hogy seregekkel támogatta a tündéket a nagy csatákban Morgoth ellen, majd az ötödik csatában Morgoth lerohanta és megsemmisítette Falast. 
Ezután Turgon segítséget kért Círdantól, és Círdan hét gyors hajót épített, de ezek mind eltűntek, csak egyről lehetett hírt hallani, hogy egy hatalmas viharban veszett nyoma.
Ulmo üzent Círdannak, hogy üzenje meg Orodrethnek, Nargothrond urának, hogy: 
„Észak Gonosz Hatalma bemocskolta a Sirion forrásait, s az én hatalmam visszavonul a folyó vizekből. De még rosszabb is jön. Mondd meg ezért Nargothrond urának: zárja be az erősség kapuját, s ne portyázzon odakinn. Vessétek büszkeségetek köveit a vízbe, s a lopakodó gonosz nem fogja meglelni a kaput.”
Csak kevesen menekültek meg, köztük Círdan és Gil-galad. Círdan délre hajózott a menekültekkel és a Sirion torkolatánál építettek menedéket mindenkinek, aki eljutott odáig. Ennek az új népnek Earendil volt az ura, aki szoros barátságot kötött Círdannal. Círdan segítségével építette Earendil a Vingilotot, a Habok Virágát, a dalok legszebb hajóját; arany volt minden evezője, fehér fáját a Nimbrethil nyírfásaiban vágták, vitorlái akár a Hold ezüstje. 
 „…a Sirion meg a tenger mellett új tünde nép növekedett, Doriath és Gondolin maradéka, s Balarból eljöttek közéjük Círdan tengerészei, s hajókat kezdtek építeni, s tengerre szálltak, s mindig Arvernien partjainak közelében maradtak, ahol Ulmo hatalmas volt.”
Círdan az Első kor végén menedéket nyújtott az üldözötteknek, valamint tanácsokkal és tengerészeti tudásával segítette Earendilt.

## Másodkor
Círdan a Másodkorban is támogató szerepet töltött be. Segítette az embereket a Morgoth elleni küzdelemben, figyelmeztette a Númeoriakat és mindenkit, hogy ne egyezzenek bele a gyűrűk kovácsolásába, és azon kevesek egyike volt, aki nem hitt Annatarnak, aki nem más, mint Sauron, a Sötét Úr. Végül igaza lett, mert ez egy csapda volt, hiszen Sauron megalkotta az Egy Gyűrűt, amivel hatalma alatt tudja tartani a többit is. Círdan lett a három tünde gyűrű egyikének őrzője (a másik kettő Galadrielé és Gil-galadé lett, de az utóbbi később továbbadta gyűrűjét Elrondnak) Tűz gyűrűjének, Naryának, amit később Gandalfnak adott. Amikor az emberek és tündék utolsó szövetsége legyőzte Sauront a Másodkor végén, Círdan is azt tanácsolta Isildurnak, hogy semmisítse meg az Egy Gyűrűt, de az nem hallgatott rá.

## Harmadkor
Gil-galad halálát követően a lindoni tündék Círdan uralma alá kerültek. Nagyon sok tünde elhajózott Valinorba Szürkerévből, így Círdan tartománya kisebb és kevésbé lakott lett.
Amint Sauron fokozatosan kezdte visszanyerni hatalmát, a valák elküldtek az istarokat, hogy segítsék Középfölde lakóit. Az ő tanácsukra Círdan titokban tartotta tudásának eredetét, akár csak a többi tünde vezetők. Bár Saruman volt kinevezve a varázslók vezetőjeként, Círdan rájött, hogy Gandalf volt a leghatalmasabb és legbölcsebb köztük, így titokban neki adta a Tűz gyűrűjét, mert már látta ki ő és hova tart.
Háromszáz évvel később (Hk. 1975-ben) Círdan hadserege ugyan csak kis szerepet kapott az Angmari Boszorkánykirály elleni harcban, de kulcsfontosságú szerepet játszott az Amon Sul-i győzelemben. 
Hajói megpróbálták kimenteni, de sikertelenül Arthedain utolsó királyát Arvedui-t, aki vízbefúlt. 
A mithlondi kikötők szolgáltak horgonyzóhelyül a hajóknak, amit Gondor királya, Earnur küldött. Később Círdan tündéi is részt vettek a fornosti csatában, és segítettek legyőzni a Boszorkányurat.
A dúnadanok bukását követően Círdánra bízták az elostirioni palantírt. Majd Círdan visszatért feladatához, levezényelni a középföldei tündék folyamatos elvándorlását Valinorba, és elkészített egy nagy, fehér hajót, amin Gandalf és a többi mágus Valinorba mehetnek.
Amikor kiderült, hogy Sauron visszatért Dol Guldurba, Círdan tagjává vált a Fehér Tanácsnak, és évekkel később elküldte Galdort, a tanácsosát, hogy felszólaljon nevében Elrond tanácsában is. 
A Gyűrűháború után Círdan újra feltűnt Mithlondban a Szürkerévnél, amikor Elrond, Galadriel, Gandalf, Bilbó és Frodó megérkezett, hogy elhajózzanak Valinorba.
Círdant nem említik meg Tolkien negyedkorról szóló, felületes és rövid leírásaiban. Úgy jellemezik, mint akinek az a rendeltetése, hogy csak a legutolsó hajóval hagyja el Középföldét, és utazzon Valinor földjére.

## Filmbeli megjelenés
A Peter Jackson rendezte filmtrilógiában Círdan csak az első film prológusában jelenik meg röviden, Galadriel monológjában, a három tünde gyűrűhordozó között; valamint a harmadik film végén, mikor Frodóék elhajóznak. Itt szinte teljesen úgy van ábrázolva mint ahogy a könyvben, csak a szakálla hiányzik.

## Fordítás
- Ez a szócikk részben vagy egészben  a   Círdan című angol Wikipédia-szócikk ezen változatának fordításán alapul.  Az eredeti cikk szerkesztőit annak laptörténete sorolja fel. Ez a jelzés csupán a megfogalmazás eredetét és a szerzői jogokat jelzi, nem szolgál a cikkben szereplő információk forrásmegjelöléseként.

## Külső hivatkozások
- A gyűrűk ura.eoldal
- https://web.archive.org/web/20081210094018/http://web.zone.ee/aurin/szakirodalom/UI19gyuru.html
- Tolkien.hu, a Magyar Tolkien Társaság hivatalos honlapja